# Bucephala
Bucephala és un gènere d'ocells de la família dels anàtids (Anatidae). Són coneguts com a morells, nom que comparteixen amb les espècies del gènere Aythya. Aquests ànecs que viuen a l'hemisferi nord, nien en petits forats als arbres. El plomatge dels aduts és blanc i negre i s'alimenten de peix, crustacis i altres criatures marines. Cap de les espècies són freqüents als Països Catalans.

## Llistat d'espècies
S'han descrit tres espècies dins aquest gènere:
- Morell capblanc (Bucephala albeola).
- Morell d'Islàndia (Bucephala islandica).
- Morell d'ulls grocs (Bucephala clangula).